# Gran Premio d'Europa 1993
Il Gran Premio d'Europa 1993 è stata la terza prova della stagione 1993 del campionato mondiale di Formula 1. La gara si è disputata domenica 11 aprile sul circuito di Donington Park a Castle Donington, nel Regno Unito, ed è stata vinta dal brasiliano Ayrton Senna su McLaren-Ford, al trentottesimo successo in carriera; Senna ha preceduto all'arrivo i due piloti della Williams-Renault, il britannico Damon Hill e il francese Alain Prost.
Per la rimonta effettuata nel corso del primo giro, dalla quinta alla prima posizione, dal vincitore Ayrton Senna in avverse condizioni meteorologiche, il primo giro del Gran Premio è ricordato come The Lap of the Gods ("il giro degli dei").

## Vigilia
- La Footwork porta per la prima volta in gara la nuova FA14.
- La Jordan sostituisce Ivan Capelli con Thierry Boutsen.

## Qualifiche

### Resoconto
Le Williams dominano le qualifiche, con Prost e Hill rispettivamente primo e secondo sulla griglia di partenza; il terzo, Schumacher, ha oltre un secondo e mezzo di distacco dalla pole position del francese. Seguono Senna, Wendlinger, Andretti, Lehto, Berger, Alesi e Patrese.

### Risultati
Nella sessione di qualifica si è avuta questa situazione:
| Pos                     | No | Pilota               | Costruttore             | Tempo    | Distacco |
| ----------------------- | -- | -------------------- | ----------------------- | -------- | -------- |
| 1                       | 2  | Alain Prost          | Williams-Renault        | 1:10.458 |          |
| 2                       | 0  | Damon Hill           | Williams-Renault        | 1:10.762 | +0.304   |
| 3                       | 5  | Michael Schumacher   | Benetton-Ford           | 1:12.008 | +1.550   |
| 4                       | 8  | Ayrton Senna         | McLaren-Ford            | 1:12.107 | +1.649   |
| 5                       | 29 | Karl Wendlinger      | Sauber-Ilmor            | 1:12.738 | +2.280   |
| 6                       | 7  | Michael Andretti     | McLaren-Ford            | 1:12.739 | +2.281   |
| 7                       | 30 | Jyrki Järvilehto     | Sauber-Ilmor            | 1:12.763 | +2.305   |
| 8                       | 28 | Gerhard Berger       | Ferrari                 | 1:12.862 | +2.404   |
| 9                       | 27 | Jean Alesi           | Ferrari                 | 1:12.980 | +2.522   |
| 10                      | 6  | Riccardo Patrese     | Benetton-Ford           | 1:12.982 | +2.524   |
| 11                      | 12 | Johnny Herbert       | Lotus-Ford              | 1:13.328 | +2.870   |
| 12                      | 14 | Rubens Barrichello   | Jordan-Hart             | 1:13.514 | +3.056   |
| 13                      | 11 | Alessandro Zanardi   | Lotus-Ford              | 1:13.560 | +3.102   |
| 14                      | 9  | Derek Warwick        | Footwork-Mugen-Honda    | 1:13.664 | +3.206   |
| 15                      | 19 | Philippe Alliot      | Larrousse-Lamborghini   | 1:13.665 | +3.207   |
| 16                      | 23 | Christian Fittipaldi | Minardi-Ford            | 1:13.666 | +3.208   |
| 17                      | 20 | Érik Comas           | Larrousse-Lamborghini   | 1:13.970 | +3.512   |
| 18                      | 3  | Ukyo Katayama        | Tyrrell-Yamaha          | 1:14.121 | +3.663   |
| 19                      | 15 | Thierry Boutsen      | Jordan-Hart             | 1:14.246 | +3.788   |
| 20                      | 24 | Fabrizio Barbazza    | Minardi-Ford            | 1:14.274 | +3.816   |
| 21                      | 26 | Mark Blundell        | Ligier-Renault          | 1:14.301 | +3.843   |
| 22                      | 25 | Martin Brundle       | Ligier-Renault          | 1:14.306 | +3.848   |
| 23                      | 10 | Aguri Suzuki         | Footwork-Mugen-Honda    | 1:14.927 | +4.469   |
| 24                      | 21 | Michele Alboreto     | Scuderia Italia-Ferrari | 1:15.322 | +4.864   |
| 25                      | 4  | Andrea De Cesaris    | Tyrrell-Yamaha          | 1:15.417 | +4.959   |
| Vetture non qualificate |    |                      |                         |          |          |
| NQ                      | 22 | Luca Badoer          | Scuderia Italia-Ferrari | 1:15.641 | +5.183   |

## Gara

### Resoconto

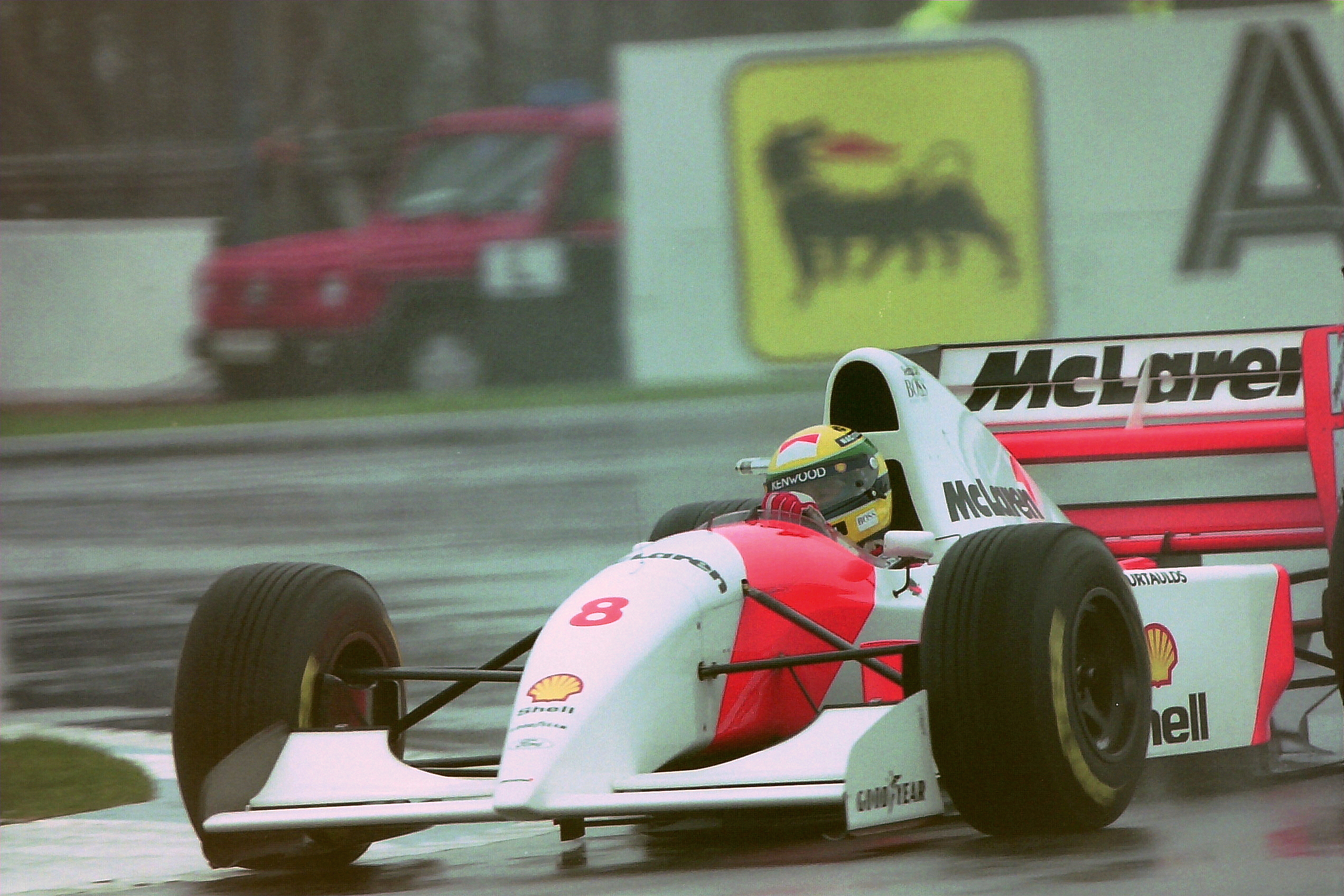
Il vincitore Ayrton Senna

La gara parte sotto la pioggia; alla partenza Prost e Hill mantengono le prime posizioni, mentre Schumacher chiude Senna ed entrambi vengono superati da Wendlinger. Nel corso del primo passaggio, però il brasiliano si scatena: sopravanzato Schumacher già all'uscita della prima curva, nel resto del giro supera in sequenza Wendlinger, Hill e Prost, conquistando la testa della corsa. Più indietro, Andretti e Wendlinger entrano in contatto e sono costretti al ritiro, mentre Barrichello risale addirittura in quarta posizione dietro al duo Williams Renault.
Senna conquista immediatamente un grande vantaggio sugli inseguitori; la gara è poi un continuo susseguirsi di acquazzoni di pochi minuti ciascuno, che obbligano i piloti ad un gran numero di cambi gomme. Senna non si lascia sorprendere dalle mutevoli condizioni meteo e vince la seconda gara consecutiva davanti a Hill, Prost (addirittura doppiato dal brasiliano), Herbert (quarto per la seconda volta consecutiva), Patrese e Barbazza, al primo punto in carriera; Barrichello viene invece tradito dalla sua Jordan a cinque giri dalla fine mentre si trovava in zona podio al 3º posto, posizione che cede così a Prost, che in precedenza aveva perso la seconda piazza in quanto rallentato dalle sette soste ai box, più della maggior parte degli altri piloti, e da un problema con la frizione nel ripartire da una sosta al box.

### Risultati
I risultati del Gran Premio sono i seguenti:
| Pos | No | Pilota               | Costruttore             | Giri | Tempo/Ritiro                 | Partenza | Punti |
| --- | -- | -------------------- | ----------------------- | ---- | ---------------------------- | -------- | ----- |
| 1   | 8  | Ayrton Senna         | McLaren-Ford            | 76   | 1:50:46.570                  | 4        | 10    |
| 2   | 0  | Damon Hill           | Williams-Renault        | 76   | +1:23.199                    | 2        | 6     |
| 3   | 2  | Alain Prost          | Williams-Renault        | 75   | +1 giro                      | 1        | 4     |
| 4   | 12 | Johnny Herbert       | Lotus-Ford              | 75   | +1 giro                      | 11       | 3     |
| 5   | 6  | Riccardo Patrese     | Benetton-Ford           | 74   | +2 giri                      | 10       | 2     |
| 6   | 24 | Fabrizio Barbazza    | Minardi-Ford            | 74   | +2 giri                      | 20       | 1     |
| 7   | 23 | Christian Fittipaldi | Minardi-Ford            | 73   | +3 giri                      | 16       |       |
| 8   | 11 | Alessandro Zanardi   | Lotus-Ford              | 72   | +4 giri                      | 13       |       |
| 9   | 20 | Érik Comas           | Larrousse-Lamborghini   | 72   | +4 giri                      | 17       |       |
| 10  | 14 | Rubens Barrichello   | Jordan-Hart             | 70   | Pressione della benzina      | 12       |       |
| 11  | 21 | Michele Alboreto     | Scuderia Italia-Ferrari | 70   | +6 giri                      | 24       |       |
| Rit | 9  | Derek Warwick        | Footwork-Mugen-Honda    | 66   | Cambio                       | 14       |       |
| Rit | 15 | Thierry Boutsen      | Jordan-Hart             | 61   | Acceleratore                 | 19       |       |
| Rit | 4  | Andrea De Cesaris    | Tyrrell-Yamaha          | 55   | Cambio                       | 25       |       |
| Rit | 27 | Jean Alesi           | Ferrari                 | 36   | Sospensione                  | 9        |       |
| Rit | 10 | Aguri Suzuki         | Footwork-Mugen-Honda    | 29   | Cambio                       | 23       |       |
| Rit | 19 | Philippe Alliot      | Larrousse-Lamborghini   | 27   | Collisione                   | 15       |       |
| Rit | 5  | Michael Schumacher   | Benetton-Ford           | 22   | Testacoda                    | 3        |       |
| Rit | 26 | Mark Blundell        | Ligier-Renault          | 20   | Testacoda                    | 21       |       |
| Rit | 28 | Gerhard Berger       | Ferrari                 | 19   | Sospensione                  | 8        |       |
| Rit | 30 | Jyrki Järvilehto     | Sauber-Ilmor            | 13   | Testacoda                    | 7        |       |
| Rit | 3  | Ukyo Katayama        | Tyrrell-Yamaha          | 11   | Frizione                     | 18       |       |
| Rit | 25 | Martin Brundle       | Ligier-Renault          | 7    | Testacoda                    | 22       |       |
| Rit | 29 | Karl Wendlinger      | Sauber-Ilmor            | 0    | Collisione con M. Andretti   | 5        |       |
| Rit | 7  | Michael Andretti     | McLaren-Ford            | 0    | Collisione con K. Wendlinger | 6        |       |
| NQ  | 22 | Luca Badoer          | Scuderia Italia-Ferrari | /    | Non qualificato              |          |       |

## Classifiche mondiali

### Piloti
| Pos | Pilota               | Punti |
| --- | -------------------- | ----- |
| 1   | Ayrton Senna         | 26    |
| 2   | Alain Prost          | 14    |
| 3   | Damon Hill           | 12    |
| 4   | Mark Blundell        | 6     |
| 4   | Johnny Herbert       | 6     |
| 6   | Michael Schumacher   | 4     |
| 7   | Christian Fittipaldi | 3     |
| 8   | Jyrki Järvilehto     | 2     |
| 8   | Riccardo Patrese     | 2     |
| 10  | Gerhard Berger       | 1     |
| 10  | Alessandro Zanardi   | 1     |
| 10  | Fabrizio Barbazza    | 1     |

### Costruttori
| Pos | Costruttore      | Punti |
| --- | ---------------- | ----- |
| 1   | McLaren-Ford     | 26    |
| 1   | Williams-Renault | 26    |
| 3   | Lotus-Ford       | 7     |
| 4   | Benetton-Ford    | 6     |
| 4   | Ligier-Renault   | 6     |
| 6   | Minardi-Ford     | 4     |
| 7   | Sauber-Ilmor     | 2     |
| 8   | Ferrari          | 1     |